# Apple Campus 3
Apple Campus 3 (AC3), aussi connu sous le nom d'Apple Wolf Central ou encore d'Apple Wolf, est un complexe de bureaux appartenant à Apple se situant à Sunnyvale, en Californie, aux États-Unis. C'est le 3e campus le plus grand appartenant à la société dans la Silicon Valley. Il se trouve à 10 minutes de route du siège social d'Apple, Apple Park, et de l'Apple Campus, se situant tous les deux à Cupertino.

## Architecture
1. ↑  (en) « APPLE CAMPUS 3 », sur KSHA (consulté le 23 mai 2025)